# Catostomus snyderi
Catostomus snyderi là một loài cá vây tia thuộc họ Catostomidae. Loài này chỉ có ở Hoa Kỳ.